# James Roday
James Roday, nascido James David Rodriguez (San Antonio, 4 de abril de 1976), é um ator e roteirista norte-americano.

## Biografia
Nascido e criado em San Antonio, começou a trabalhar na atuaçao estudando teatro na Universidade de Nova Iorque. Com 22 anos, ele escolhe o nome artístico "James Roday", porque já havia outro "James Rodriguez" registado na Screen Actors Guild.
Continuou sua carreira com muitas participações na televisão e no cinema, cujo primeiro aparecimento foi no longametragem Coming Soon.
Pouco depois de seu inicio cinematografico, Roday se mudou para Los Angeles onde conseguiu um papel na série de televisão Ryan Caulfield: Year One, durante a temporada 1999-2000. Apesar do curto tempo desta série, Roday chamou a atenção da indústrria e conseguiu seu segundo  papel em uma série de televisão chamada First Years na primavera de 2001.
Deixando um pouco de lado a televisão, Roday voltou ao cinema com papeis de comedia romântica como Repli Kate, fazendo de camera em Showtime, e em Rolling Kansas, pelas ordens de Thomas Hayden Church.
Em 2006 conseguiu um tempo para escrever com seus dois socios criativos, Todd Haathan e James DeMonaco e juntos escreveram um roteiro do longametragem Driver, baseado em um videogame que tem o mesmo nome, e do filme Skinwalkers.
O ano de 2006 foi um dos melhores para Roday, por que ainda destes dois roteiros Roday filma a série Psych e ainda participou no filme Beerfest.

## Vida pessoal
Roday estava junto com a atriz Maggie Lawson de 2006 Maggie também faz parte do elenco da série Psych.

## Filmografia
| Filmes | Filmes               | Filmes                   | Filmes                |
| Ano    | Título               | Papel                    | Notas                 |
| ------ | -------------------- | ------------------------ | --------------------- |
| 1999   | Coming Soon          | Chad                     |                       |
| 2000   | Believe              | Bruce Arm/Argente Johnny | Curta-metragem        |
| 2001   | Thank Heaven         | Recepcionista            | Participação especial |
| 2002   | Repli-Kate           | Max                      |                       |
| 2002   | Showtime             | Camarografo de Showtime  | Participação especial |
| 2003   | Rolling Kansas       | Dick Murphy              |                       |
| 2005   | Don't Come Knocking  | Primeiro Ad              | Participação especial |
| 2005   | The Dukes of Hazzard | Billy Prickett           |                       |
| 2006   | Beerfest             | Mensageiro Alemão        | Participação especial |
| 2006   | Skinwalkers          | Ele Mesmo                | Escritor              |
| 2009   | Gamer                | Co-anfitrião             | Participação especial |
| 2013   | Mr. Payback          | Malikai                  | Curta-metragem        |

| Televisão | Televisão                | Televisão        | Televisão                             |
| Ano       | Título                   | Papel            | Notas                                 |
| --------- | ------------------------ | ---------------- | ------------------------------------- |
| 1999      | Ryan Caulfield: Year One | Vic              | 2 episódios                           |
| 2000      | Get Real                 | Trent Sykes      | Episódio: "Choices"                   |
| 2001      | First Years              | Edgar "Egg" Ross | 9 episódios                           |
| 2002      | Providence               | Alexander Corad  | Episódio: "The Good Fight"            |
| 2003      | Miss Match               | Nick Paine       | 18 episódios                          |
| 2006      | Psych                    | Shawn Spencer    | 2006-2014                             |
| 2008      | Fear Itself              | Carlos           | Episódio: "In Sickness and in Health" |
| 2011      | Love Bites               | Jeff             | Episódio: "Too Much Information"      |
| 2018      | A Million Little Things  | Gary             | Elenco principal                      |